# 屈赛
屈赛（法語：Cussay，法語發音：[kysɛ]）是法国安德尔-卢瓦尔省的一个市镇，属于洛什区。

## 地理
屈赛（47°1'28"N, 0°47'20"E）面积25.81 平方千米，位于法国中央-卢瓦尔河谷大区安德尔-卢瓦尔省，该省份为法国中西部省份，北起萨尔特省、东北接卢瓦-谢尔省，东南接安德尔省，南至维埃纳省，西临曼恩-卢瓦尔省。
与屈赛接壤的市镇（或旧市镇、城区）包括：埃沃河畔锡夫赖、笛卡尔、利格伊、讷伊勒布里尼翁、波尔米。

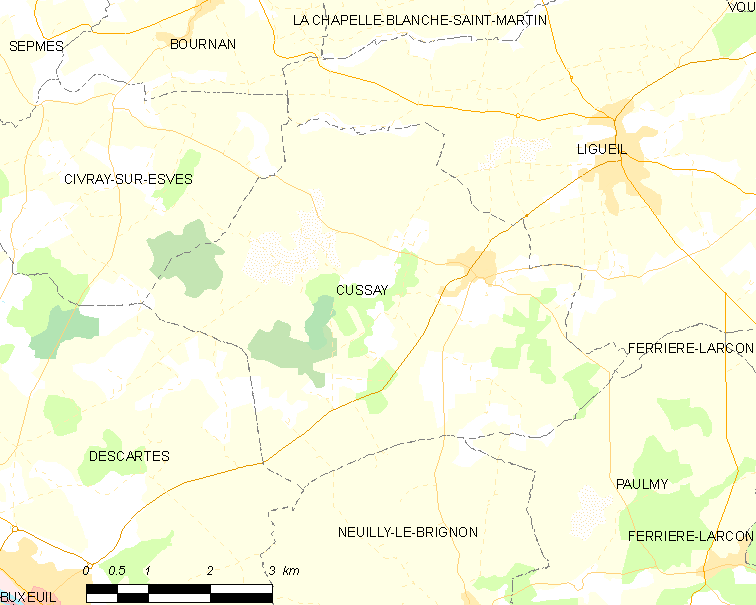
屈赛的OSM定位图

屈赛的时区为UTC+01:00、UTC+02:00（夏令时）。

## 行政
屈赛的邮政编码为37240，INSEE市镇编码为37094。

## 政治
屈赛所属的省级选区为笛卡尔县。

## 人口

1962-2008年间屈赛人口变化图示

屈赛于2022年1月1日时的人口数量为567人。